# حمام حور
حمام حور مربوط به سده‌های ۱۰ تا ۱۳ ه‍.ق است و در شهرستان نمین، بخش مرکزی، دهستان ویلکیج شمالی، روستای حور واقع شده و این اثر در تاریخ ۱۲ دی ۱۳۸۶ با شمارهٔ ثبت ۲۰۳۸۴ به‌عنوان یکی از آثار ملی ایران به ثبت رسیده است.